# Dębowa Góra (Olsztynek)
Dębowa Góra (deutsch Eichberg) ist ein kleines Dorf in der polnischen Woiwodschaft Ermland-Masuren. Es gehört zur Gmina Olsztynek (Stadt-und-Land-Gemeinde Hohenstein) im Powiat Olsztyński (Kreis Allenstein).

## Geographische Lage
Dębowa Góra liegt zwei Kilometer nördlich des Mühlen-Sees (polnisch Jezioro Mielno) im südlichen Westen der Woiwodschaft Ermland-Masuren, 27 Kilometer südöstlich der früheren Kreisstadt Osterode in Ostpreußen (polnisch Ostróda) bzw. 32 Kilometer südwestlich der heutigen Kreismetropole Olsztyn (deutsch Allenstein).

## Geschichte
Das kleine Dorf Eichberg wurde 1849 gegründet und war bis 1945 nach Mühlen (polnisch Mielno) im Kreis Osterode in Ostpreußen eingemeindet.
In Kriegsfolge kam Eichberg 1945 mit dem gesamten südlichen Ostpreußen zu Polen und erhielt die polnische Namensform „Dębowa Góra“. Heute ist das kleine Dorf in die Gmina Olsztynek (Stadt- und Landgemeinde Hohenstein) im Powiat Olsztyński (Kreis Allenstein) eingegliedert, bis 1998 der Woiwodschaft Olsztyn, seither der Woiwodschaft Ermland-Masuren zugehörig. Im Jahre 2020 zählte Dębowa Góra 22 Einwohner.

## Kirche
Bis 1945 war Eichberg in die evangelische Kirche Mühlen (Ostpreußen) (polnisch Mielno) in der Kirchenprovinz Ostpreußen der Kirche der Altpreußischen Union sowie in die römisch-katholische Kirche Thurau (polnisch Turowo) im Bistum Ermland eingepfarrt.
Heute gehört Dębowa Góra katholischerseits zur St.-Johannes-der-Täufer-Kirche Mielno (Mühlen) im jetzigen Erzbistum Ermland, evangelischerseits zur Kirche Olsztynek (Hohenstein), einer Filialkirche von Olsztyn (Allenstein) in der Diözese Masuren der Evangelisch-Augsburgischen Kirche in Polen.

## Verkehr
Dębow Góra liegt verkehrsgünstig an der stark befahrenen Woiwodschaftsstraße 537, die von Lubawa (Löbau in Westpreußen) bis nach Pawłowo (Paulsgut) an der Auffahrt „Grunwald“ der Schnellstraße 7 (Danzig–Warschau) führt. Eine Anbindung an den Bahnverkehr existiert nicht.